# كثرة الخلايا الليمفاوية في السائل النخاعي
كثرة الخلايا الليمفاوية في السائل النخاعي هي زيادة غير طبيعية في كمية الخلايا الليمفاوية في السائل الدماغي الشوكي. يشير عادةً إلى وجود عدوى أو التهاب في الجهاز العصبي، ويصادف في عدد من الأمراض العصبية، مثل الصداع النصفي الكاذب ومتلازمة سوساك والتهاب الدماغ. تشكل الخلايا الليمفاوية نحو ربع كمية خلايا الدم البيضاء في الجسم، لكنها نادرة بشكل عام في السائل الدماغي الشوكي. في الظروف العادية، عادةً ما يكون هناك أقل من 5 خلايا دم بيضاء لكل ميكرولتر من السائل الدماغي الشوكي. في حال كثرة الخلايا في السائل النخاعي، يمكن أن يصل عدد الخلايا الليمفاوية إلى أكثر من 1000 خلية لكل ميكرولتر. غالبًا ما تترافق الزيادات في عدد الخلايا الليمفاوية مع زيادة في تراكيز البروتين في السائل الدماغي الشوكي بالإضافة إلى كثرة خلايا الدم البيضاء الأخرى في السائل النخاعي.

## العلامات والأعراض
رغم اختلاف التراكيز الدقيقة بناءً على اختلاف المرض، تبدأ الحالات الخفيفة من كثرة الخلايا الليمفاوية في السائل النخاعي عندما يدخل تعداد الخلايا الليمفاوية المجال 10-100 خلية لكل مم3. لدى الأفراد الأصحاء، يوجد فقط 0-5 خلايا دم بيضاء لكل ميكرولتر في السائل الدماغي الشوكي. أظهرت الدراسات على المرضى الذين يعانون من الصداع النصفي الكاذب تراكيز تتراوح من 10-760 خلية لكل مم3، بمتوسط تركيز 199 ± 174 خلية لكل مم3. قد تؤدي الزيادات في عدد خلايا الدم البيضاء إلى أكثر من 500 خلية لكل مم3 إلى ظهور السائل النخاعي بمظهر عكر أثناء الاختبارات التشخيصية. يتوافق ارتفاع التركيز مع الاستجابة المناعية الالتهابية التي تظهر عادةً في العدوى الفيروسية. رغم تنوعها، تشترك الأمراض التي تسبب كثرة الخلايا الليمفاوية في السائل النخاعي في عدد من الأعراض، أبرزها الصداع والاضطرابات العصبية.

## الأسباب
تنتج كثرة الخلايا الليمفاوية في السائل النخاعي بشكل عام عن الاستجابة المناعية للالتهاب الوعائي العصبي. تشير العديد من الحالات إلى وجود عدوى فيروسية كونها السبب الجذري لكثرة الخلايا في السائل النخاغي، إذ ينتج الجهاز المناعي أجسامًا مضادة لمولدات الضد العصبية والوعائية. ربما يربط هذا الدليل بين هذا المرض والتهاب السحايا الفيروسي والتهاب السحايا لمولاريه. اعتُبرت بعض أنواع العدوى غير الفيروسية، مثل داء لايم، من الأسباب المحتملة. في بعض الأمراض، تؤدي العدوى إلى تحفيز استجابة مناعية ذاتية، ما يؤدي إلى زيادة مستويات الخلايا الليمفاوية.

## التشخيص
يمكن الكشف عن كثرة الخلايا الليمفاوية بشكل عام عبر البزل القطني متبوعًا بالتحليل السريري للسائل الدماغي الشوكي. يمكن استخدام تعداد خلايا الدم البيضاء لاكتشاف أو تشخيص عدد من الأمراض عند دمجه مع تحليل مظهر وضغط السائل الدماغي الشوكي المفحوص، بالإضافة إلى قياس كمية الجلوكوز والبروتينات الموجودة. تشمل هذه الأمراض النزف تحت العنكبوتية والتصلب المتعدد وأنواع مختلفة من التهاب السحايا. رغم أن البزل القطني قد يظهر عدد خلايا الدم البيضاء ضمن النطاق الطبيعي من 0-5 خلايا لكل ميكرولتر، هذا لا يستبعد احتمال الإصابة بمرض.

## الأمراض
أثبتت الأبحاث وجود كثرة الخلايا الليمفاوية في السائل النخاعي في الأمراض التالية ووثقت آلياتها:

### التهاب الدماغ الفيروسي
قد يؤدي التهاب الدماغ إلى تدهور الوظائف العصبية، ما يسبب معاناة المريض من أعراض مثل الحمى والارتباك وفقدان الذاكرة وتغيرات في الشخصية والشلل والنوبات والاضطرابات اللغوية. يمكن للعدوى الفيروسية أن تسبب التهاب الدماغ بشكل مباشر أو تؤدي إلى سلسلة من التفاعلات تنتهي بالمناعة الذاتية، إذ تؤدي كلا الآليتين في النهاية إلى ارتفاع في تركيز الخلايا الليمفاوية في السائل الدماغي الشوكي.
بالنسبة للمرضى الذين يعانون من فيروس الهربس البسيط، وجد أن أكثر من 90% يعانون من كثرة الخلايا الليمفاوية في السائل النخاعي بمستويات مختلفة. يمكن إعطاء أسيكلوفير في الوريد لمنع تكاثر الفيروس، وفي حالة استمرار كثرة الخلايا الليمفاوية في السائل النخاعي، يمكن تناول جرعات أعلى من أسيكلوفير. أظهرت الدراسات أن هذا العلاج بالإضافة إلى فالاسيكلوفير فعال في معالجة فيروس الهربس البسيط 1 وفي النهاية، إعادة تعداد الخلايا الليمفاوية إلى طبيعته.

### الصداع النصفي الكاذب
أُجريت دراسات متعددة لتحديد العلاقة بين الصداع النصفي الكاذب وكثرة الخلايا الليمفاوية في السائل النخاعي. يتسم الصداع النصفي الكاذب بصداع نابض ثنائي الجانب متوسط أو حاد ومترافق عادةً بأعراض عصبية عابرة وكثرة الخلايا الليمفاوية في السائل النخاعي. تكون نوبات الصداع النصفي هذه متكررة وذاتية الشفاء. في هذه الدراسات، تم فحص الأفراد الذين تتراوح أعمارهم بين 15-40 سنة وكان أغلبهم من الذكور. بعد كل نوبة صداع نصفي، كانت أعراض جميع المرضى صامتة. عندم الفحص باستخدام تخطيط كهربية الدماغ والتصوير المقطعي المحوسب والتصوير بالرنين المغناطيسي، كانت نتائج التصوير المقطعي المحوسب والتصوير بالرنين المغناطيسي طبيعية؛ ومع ذلك، كانت نتائج تخطيط كهربية الدماغ لـ30 من أصل 42 مريض غير طبيعية. بالنسبة لـ26 من هؤلاء المرضى، كان هناك تباطؤ موجي مفرط أحادي الجانب بينما أظهر 4 من هؤلاء المرضى تباطؤ موجي ثنائي الجانب. في دراسة أخرى، أظهر المرضى ارتفاع شديد في الخلايا الليمفاوية في السائل النخاعي مع كل نوبة صداع نصفي كاذب.

### متلازمة سوساك
في متلازمة سوساك، تؤدي الاستجابة المناعية الذاتية إلى تلف الأوعية الدموية في الدماغ وشبكية العين والقوقعة، ما يؤدي إلى تدهور الوظائف العصبية. يعاني مرضى المتلازمة من فقدان السمع والبصر ويكون لديهم تراكيز عالية من الخلايا الليمفاوية والبروتينات في السائل الدماغي الشوكي. وُجد أن العلاج بالأدوية المثبطة للمناعة مثل بريدنيزون متبوعًا بآزوثيوبرين له فعالية هامة ودور كبير في استعاد المرضى لوظائفهم تدريجيًا، في غضون أسابيع أحيانًا.

## العلاجات
الطريقة الأنسب لإعادة تعداد الخلايا الليمفاوية إلى المستويات الطبيعية هي علاج المرض المسؤول عن زيادتها. بالنسبة للحالات التي يكون فيها السبب الجذري عدوى فيروسية أو بكتيرية، أُثبتت فعالية الأدوية التي تقاوم هذه العوامل الممرضة. نظرًا لأن عدوى الهربس تؤدي غالبًا إلى كثرة خلايا السائل النخاعي، يوصف كل من أسيكلوفير وفالاسيكلوفير عادةً. عندما تكون كثرة خلايا السائل النخاعي ناتجة عن استجابة مناعية ذاتية، يمكن استخدام الأدوية المثبطة للمناعة مثل بريدنيزون.

## التاريخ
أصبح تحديد كثرة الخلايا الليمفاوية في السائل النخاعي ممكنًا مع ظهور تقنيات التشخيص كالبزل القطني وتحليل السائل الدماغي الشوكي عبر الاختبارات الميكروبيولوجية والكيميائية الحيوية والمناعية. رغم ظهور تقنية البزل القطني لأول مرة في أواخر القرن التاسع عشر، لم تكن الاختبارات التي تكشف عن ارتفاع مستويات الخلايا الليمفاوية في السائل الدماغي الشوكي متاحة إلا بعد ذلك بوقت طويل. يستخدم اختبار البزل القطني الحديث لتعداد الخلايا الليمفاوية بشكل شائع لتشخيص أو استبعاد أمراض معينة مثل التهاب السحايا وتحديد وجود عدوى في السائل الدماغي الشوكي.